# Leucandrilla
Leucandrilla is een geslacht van sponsdieren uit de klasse van de Calcarea (kalksponzen).

## Soorten
- Leucandrilla intermedia (Row, 1909)
- Leucandrilla lanceolata (Row & Hôzawa, 1931)
- Leucandrilla wasinensis (Jenkin, 1908)